# Habacuc
Habacuc (hebreu: חֲבַקּוּק‎ segurament de l'arrel חבק, habaq "abraçada") és el nom d'un profeta hebreu i del llibre de la Bíblia l'autoria del qual se li atribueix i que, segons els experts, es va escriure prop de l'any 612 aC, ja que Habacuc 1:6 es refereix al sorgiment dels caldeus com a potència internacional, la qual cosa es relaciona amb la caiguda de Nínive i la fi del poder d'Assíria. Aquesta referència significaria també que el llibre es va escriure abans del 605 aC. atès que no s'esmenta la primera invasió dels babilonis a Judea.

## Llibre d'Habacuc
La primera part del llibre d'Habacuc (1:1 a 2:4) exposa en un diàleg amb Jahvè, el drama dels poders humans, polítics i econòmics, ansiosos per conquerir pobles, territoris i riqueses i com a conseqüència les víctimes són tiranitzades, saquejades i massacrades. El profeta assumeix el càrrec de portaveu de les víctimes i clama per la redempció. Expressa la certesa de la intervenció de Jahvè en favor dels febles i ratifica que la visió profètica es complirà en una data concreta i, si és que triga, cal esperar-la, perquè segur que vindrà sense retard i el just viurà per la seva fidelitat (Habacuc 2:3-4)
La segona part (2.5 a 2:20) és una col·lecció de condemnes als explotadors, opressors i idòlatres. El rebuig al guany injust i a l'avarícia s'expressa en estil literari que prepara la tercera part (capítol 3), un càntic de gran bellesa a la salvació de Jahvè, l'elevada qualitat literària del qual ha fet pensar a diversos crítics que es tracta de l'obra d'un autor diferent al de les dues primeres parts.
De gran importància són també els Pesher Habakuk (Comentari d'Habacuc): es tracta d'un rotllo, que forma part dels manuscrits no bíblics de Qumran, en els quals es troben comentaris sobre els dos primers capítols de la profecia: els rotllos originals són conservats avui a la Universitat Hebrea de Jerusalem.
A la ciutat de Tuyserkan (Iran) es troba un mausoleu, el temple de Hayaghoogh - protegit pel patrimoni cultural de l'Iran - que es creu que seria d'Habacuc. Alliberat per Cir II el Gran Habacuc es va traslladar prop d'Ecbàtana: en aquesta zona va morir i va ser enterrat en el que avui és Tuyserkan a la regió de Hamadan.

## Culte
Habacuc és venerat com a sant per l'Església Catòlica. La seva festivitat es commemora del 2 de desembre.
Segons una tradició medieval, les restes del profeta Habacuc es trobarien a la catedral de Nocera Inferiore. Dietrich von Nieheim, mentre el papa Urbà VI és assetjat al castell del Parco de Nocera, descriu el territori de les ciutats referint-se a la presència a l'església de les restes del profeta.
| «                                              | Es pot veure en els camps de l'església de Sant Prisco, que una vegada va ser una catedral que alberga les relíquies del profeta Habacuc | » |
| — Dietrich von Nieheim, De schismate libri III | |   |